# Проституция в Армении
Проституция в Армении является незаконной согласно административному законодательству (статья 179.1). Связанная с этим деятельность, такая, как содержание борделя и сутенёрство, запрещена Уголовным кодексом, хотя известно, что бордели есть в столице, Ереване, и в Гюмри. По данным ЮНЕСКО, после распада Советского Союза в 1991 году проституция в стране выросла. В Армении около 5600 женщин занимаются проституцией, примерно 1500 из них находятся в Ереване. Однако официальные данные полиции намного ниже, например, 240 в 2012 году. Сообщается, что полиция и другие силы безопасности терпимо относятся к проституции.
В Ереване работает от 5 до 20 трансвеститов, большая часть из Латинской Америки. При этом для них существует чуть ли не официальный парк, где их можно встретить. Полиция вынуждено их охранять, так как часто случаются случаи нападения на них представителей различных националистических групп.
По данным полиции Турции до 5000 женщин из Армении работают там нелегально проститутками. 
Детская проституция является проблемой в стране, но это отрицается властями. Секс-торговля также является проблемой.

## История
В начале XX века проституция в Армении была легальной и регулируемой. Основной целью регулирования был контроль над инфекциями, передающимися половым путём.
Публичные дома были открыты женщинами старше 35 лет. Публичный дом не мог находиться в пределах 150 саженей (320 метров) от церквей, школ и других общественных мест. Владелец должен проживать в помещении и не заниматься проституцией самостоятельно. Она могла забирать максимум 3/4 заработка проституток.
Бывший бордель на улице Терьяна в Ереване до сих пор примечателен своими вырезанными обнажёнными женщинами на фасаде.
На протяжении большей части советского периода проституция официально не существовала. Проституток отправляли на «перевоспитание» в трудовые лагеря Только в 1987 году Административный кодекс включил запрет на проституцию..

## Призывы к легализации
В июне 2015 года приводились слова главы Научно-медицинского центра дерматологии и инфекционных заболеваний, врача-дерматолога Самвела Ованнисяна: «Легализация проституции в Армении может привести к снижению уровня заболеваний, передающихся половым путем, до 60 %». Он добавил, что «древняя профессия» должна строго контролироваться страной.
В 2016 году председатель Ванадзорского отделения Хельсинкской гражданской ассамблеи Артур Сакунц призвал к легализации и регулированию проституции. Он сказал, что налоги, уплачиваемые секс-работниками, пойдут на пользу стране, и что «Платные секс-услуги не должны рассматриваться как наказуемое деяние; они не должны преследоваться по закону, чтобы ими никогда не управляли организованные преступные группы, которые могли бы сделать [секс-работников] жертвами внутренней торговли».
В преддверии парламентских выборов в Армении в 2017 году бывший премьер-министр Грант Багратян из партии Свободные демократы заявил, что проституция должна быть легализована и лицензирована, а налогообложение их услуг положительно отразится на государственном бюджете.

## Секс-торговля
Торговцы людьми эксплуатируют местных и иностранных жертв в Армении, а торговцы людьми эксплуатируют жертв из Армении за рубежом. Армянские женщины и дети подвергаются сексуальной эксплуатации в ОАЭ и Турции. Армянские женщины и дети также подвергаются сексуальной торговле внутри страны. Российские женщины, работающие танцовщицами в ночных клубах, уязвимы для сексуальной торговли.
Управление Государственного департамента США по мониторингу торговли людьми и борьбе с ней относит Армению к странам «Доклад США о торговле людьми|второго уровня».